# Associazione Calcio Reggiana 1920-1921
Questa pagina raccoglie le informazioni riguardanti l'Associazione Calcio Reggiana nelle competizioni ufficiali della stagione 1920-1921.

## Stagione
La Reggiana si scopre impreparata alla nuova categoria nonostante gli insegnamenti dell'allenatore austriaco Karl Stürmer. Al Mirabello viene costruita la prima tribuna scoperta in legno e gli spogliatoi. Il campo viene cintato con un muro. È risicata la salvezza nel massimo campionato italiano a gironi subregionali, all'epoca definito Prima Categoria. Tra i reggiani, che indossano per la prima volta la maglia granata (che fu già del Reggio football club) si segnalano il portiere Agazzani, il giovanissimo mediano Marchi, col più esperto Bottazzi e in avanti Levrini e Cagnoli. Sono tutti reggiani.

## Divise
| Maglia granata e pantaloni bleu |

## Rosa
| N. |                   | Ruolo | Calciatore       |
| -- | ----------------- | ----- | ---------------- |
|    | Italia (bandiera) | P     | Ettore Agazzani  |
|    | Italia (bandiera) | D     | Egidio Anceschi  |
|    | Italia (bandiera) | D     | Leonida Bietti   |
|    | Italia (bandiera) | D     | Ottorino Bojardi |
|    | Italia (bandiera) | C     | Enrico Bottazzi  |
|    | Italia (bandiera) | A     | Aldo Cagnoli     |
|    | Italia (bandiera) | C     | Crotti           |

| N. |                   | Ruolo | Calciatore         |
| -- | ----------------- | ----- | ------------------ |
|    | Italia (bandiera) | A     | Renato Giberti     |
|    | Italia (bandiera) | C     | Dante Levrini      |
|    | Italia (bandiera) | C     | Giuseppe Marchi    |
|    | Italia (bandiera) | A     | Alfredo Milano     |
|    | Italia (bandiera) | A     | Enrico Simonini    |
|    | Italia (bandiera) | D     | Carlo Vacondio     |
|    | Italia (bandiera) | D     | Battista Valenzano |

## Risultati

### Prima Categoria

#### Girone A emiliano

##### Girone di andata
| Arbitro: | Fontana (Bologna) |

|  |           |                                                     |
|  | Marcatori | 5’, 15’, 42’ Forlivesi 63’ Pedrazzi 71’ Breviglieri |

| Arbitro: | Sarto (Bologna) |

|                                                                      |           |                       |
| Aiolfi 20’ Rossini III 35’ Rebecchi 66’ Calda 83’ (rig.) Lumetti 89’ | Marcatori | 77’ (aut.) Rossini II |

| Arbitro: | Majani (Torino) |

|             |           |             |
| Cagnoli 80’ | Marcatori | 32’ Moretti |

| Arbitro: | Sarto (Bologna) |

|                          |           |             |
| Bernetti 25’ Peretti 84’ | Marcatori | 18’ Giberti |

##### Girone di ritorno
| Arbitro: | Cavara (Bologna) |

|                                                                   |           |  |
| Pedrazzi 12’ Bezzecchi 19’, 55’ Manzotti I 24’, 46’ Forlivesi 67’ | Marcatori |  |

| Arbitro: | Majani (Torino) |

|                              |           |                             |
| Giberti 8’, 59’ Simonini 27’ | Marcatori | 1’ Lumetti 82’ (rig.) Calda |

| Arbitro: | Ortali (Bologna) |

|                                                                        |           |  |
| Morselli 10’, 50’ Tirelli II 40’ Camurri 45’ Giovannardi 53’, 64’, 87’ | Marcatori |  |

| Arbitro: | Ortali (Bologna) |

|             |           |              |
| Cagnoli 10’ | Marcatori | 25’ Bernetti |

## Statistiche

### Statistiche di squadra
| Competizione                                  | Punti | In casa | In casa | In casa | In casa | In casa | In casa | In trasferta | In trasferta | In trasferta | In trasferta | In trasferta | In trasferta | Totale | Totale | Totale | Totale | Totale | Totale | DR  |
| Competizione                                  | Punti | G       | V       | N       | P       | Gf      | Gs      | G            | V            | N            | P            | Gf           | Gs           | G      | V      | N      | P      | Gf     | Gs     | DR  |
| --------------------------------------------- | ----- | ------- | ------- | ------- | ------- | ------- | ------- | ------------ | ------------ | ------------ | ------------ | ------------ | ------------ | ------ | ------ | ------ | ------ | ------ | ------ | --- |
| Prima Categoria - Sezione Emiliana - Girone A | 4     | 4       | 1       | 2       | 1       | 5       | 9       | 4            | 0            | 0            | 4            | 2            | 20           | 8      | 1      | 2      | 5      | 7      | 29     | -22 |

### Statistiche dei giocatori
| Giocatore    | Prima Categoria | Prima Categoria |
| Giocatore    | Presenze        | Reti            |
| ------------ | --------------- | --------------- |
| E. Agazzani  | 8               | -29             |
| E. Anceschi  | 7               | 0               |
| L. Bietti    | 6               | 0               |
| O. Bojardi   | 4               | 0               |
| E. Bottazzi  | 5               | 0               |
| A. Cagnoli   | 8               | 2               |
| Crotti       | 7               | 0               |
| R. Giberti   | 7               | 3               |
| D. Levrini   | 8               | 0               |
| G. Marchi    | 2               | 0               |
| A. Milano    | 8               | 0               |
| E. Simonini  | 2               | 1               |
| C. Vacondio  | 8               | 0               |
| B. Valenzano | 8               | 0               |